# Haštalské náměstí
Haštalské náměstí se nachází na Starém Městě v Praze a nazváno je podle kostela svatého Haštala, o kterém je první písemný záznam z roku 1234. Kostel zabírá asi polovinu plochy náměstí, které obklopují ulice:
- z jihu Haštalská
- ze severozápadu Ve Stínadlech
- ze severu Anežská
- ze severovýchou Řásnovka
- z východu Za Haštalem.

## Historie a názvy
Místo současného náměstí se od počátku nazývalo „U svatého Haštala“ a později „Haštalský plácek“, který se používal i pro Haštalskou ulici. Jednalo se o prostor obklopující kostel, na kterém byl do roku 1784 hřbitov, definitivně zrušený v roce 1832. V roce 1928 se ulice a náměstí úředně oddělily a používá se jen název „Haštalské náměstí“.

## Budovy
- Kostel svatého Haštala[3]
- Haštalská škola – Haštalské náměstí 3, původně gotický dům, v roce 1620 byl přestavěn na školu[4]
- Fara včetně zahrady – společná adresa Haštalské náměstí 4 a Anežská 1[5]
- Dům U modré boty – Haštalské náměstí 8[6]